# ماري تسيلر
ماري تسيلر (بالألمانية: Marie Zeller) (و. 1807 – 1847 م) هي، من ألمانيا، توفيت عن عمر يناهز 40 عاماً.